# Srinagarindra
Srinagarindra (em tailandês: อำเภอศรีนครินทร์) é um distrito da província de Phatthalung, no sul da Tailândia. É um dos 11 distritos que compõem a província. Sua população, de acordo com dados de 2012, era de 26 230 habitantes, e sua área territorial é de 252,14 km².